# Riksmötet 2001/2002
Riksmötet 2001/02 var Sveriges riksdags verksamhetsår 2001–2002. Det pågick från riksmötets öppnande den 18 september 2001 till riksmötets avslutning den 14 juni 2002.
Riksdagens talman under riksmötet 2001/02 var Birgitta Dahl (S).